# Otterbäcken
Otterbäcken est une localité de la commune de Gullspång dans le comté de Västra Götaland en Suède.
Sa population était de 651 habitants en 2019.